# Hans Klodt
Hans Klodt (Gelsenkirchen, 10 giugno 1914 – Gelsenkirchen, 7 novembre 1996) è stato un calciatore tedesco, di ruolo portiere.